# Tania Bruguera
Tania Bruguera (L'Avana, 18 luglio 1968) è una performance artist e attivista cubana.
Vive e lavora tra New York e l'Havana e ha partecipato a numerose esposizioni internazionali. Le sue opere sono anche nelle collezioni permanenti di molte istituzioni, inclusi il Museum of Modern Art, Bronx Museum of the Arts e Museo Nacional de Bellas Artes de la Habana.
L'opera di Tania Bruguera ruota attorno alle questioni del potere, della censura, del controllo e delle migrazioni, esaminandone gli effetti sulle vite degli individui e delle comunità più vulnerabili. I suoi progetti di lungo corso sono interventi che indagano la possibilità di trasformazione delle strutture istituzionali, della memoria collettiva e intervengono in particolare sull'educazione in senso ampio. Molti dei suoi lavori interrogano e ripropongono eventi della storia cubana.
Come opera d'arte, Bruguera ha lanciato una Campagna per la Consapevolezza del Rispetto dell'Immigrato e ha lanciato un Giorno Internazionale delle Azioni, il 18 dicembre 2011 (che l'ONU ha designato come Giorno Internazionale dei Migranti), nel quale anche altri artisti si sarebbero interessati alla creazione di lavori sull'immigrazione. Successivamente fonda e dirige la Catédra Arte de Conducta (Arte di Comportamento), il primo programma di studi in performance dell'America Latina, con sede presso l'Instituto Superior de Arte della Havana. Dal 2003 fino al 2010, è stata assistente universitaria al dipartimento di Arti Visive dell'Università di Chicago, Stati Uniti, e Docente Invitata presso l'Università Iuav di Venezia, Italia. Attualmente è docente di Media & Performance, Theater, Dance & Media alla Facoltà di Arte, Film e Arti Visive all'Università di Harvard, Boston.

## Biografia
Nasce come Tania Brugueras, figlia del diplomatico e politico Miguel Brugueras, ma all'età di 18 anni decide di cambiare il suo nome in Bruguera, come suo primo atto di ribellione politica. Durante la sua infanzia, Tania ha cambiato casa per tre volte, trasferendosi con suo padre, che era un diplomatico e Ministro del Governo di Fidel Castro. La carriera di suo padre ha portato la famiglia a Parigi (1973–1974), in Libano (1974–1977) e a Panama (1977–1979). Nel 1979, due anni dopo il loro terzo trasferimento, Bruguera decide di tornare a Cuba. Studia all'Instituto Superior de Arte de la Havana e poi ottiene un M.F.A. in performance dalla School of the Art Institute of Chicago.
Successivamente fonda e dirige la Catédra Arte de Conducta (Arte di Comportamento), il primo programma di studi in performance dell'America Latina, con sede presso l'Instituto Superior de Arte della Havana. Dal 2003 fino al 2010, è stata assistente universitaria al dipartimento di Arti Visive dell'Università di Chicago, Stati Uniti, e Docente Invitata presso l'Università Iuav di Venezia, Italia. Il 2 gennaio 2015, viene rilasciata dopo aver subito tre custodie cautelari nell'arco temporale di tre giorni, dopo che oltre mille artisti di fama mondiale hanno firmato una lettera aperta a Raúl Castro per il suo rilascio.
Controversia 
Si ritiene che la connessione di Tania Bruguera con la politica cubana tramite il ruolo paterno sia stata la ragione per cui lei, marxista cubana, abbia potuto sviluppare una carriera internazionale, cosa che non sarebbe mai potuto accadere a un'avversaria del governo cubano.

## L'Opera
Il peso della colpa (El peso de la culpa), opera del 1997, è la versione dell'artista di una storia raccontata dagli indigeni di Cuba, che promisero di mangiare la terra e niente altro pur di non essere prigionieri dei conquistatori spagnoli. Bruguera interpreta l'atto di mangiare la terra come unarma di resistenza. Nella sua performance Bruguera stava in piedi, nuda, con una carcassa di agnello appesa al collo, come peso fisico e simbolico. Per 45 minuti ha mangiato terra mescolata con acqua e sale, una miscela che stava a rappresentare le lacrime. Come ha descritto Edward Rubin: la straziante performance è stata eseguita per la prima volta all'Avana, dove al pubblico è stato debitamente ricordato che la libertà e l'autodeterminazione non sono ideali astratti, ma conquiste che si imprimono profondamente nella corporeità.
Nel 1998/99 Tania ha creato un'opera d'arte intitolata Desierro. Quest'opera somiglia alla potente figura di Nikis Nkonde, con l'intenzione di attirare l'attenzione sulle vane promesse fatte dal governo cubano al suo popolo durante la rivoluzione. Tania invita il popolo cubano a prendere una posizione partecipata e il governo a mantenere finalmente le sue promesse.
Nel 2002 Tania Bruguera ha fondato all'Avana la Cátedra Arte de Conducta (Arte di Comportamento), un progetto pedagogico dedicato alla creazione di un curriculum artistico alternativo rispetto al contesto formativo accademico cubano. L'obiettivo principale della Cátedra era quello di educare i cubani a diversi stili artistici e di mostrare come l'arte potesse essere usata come strumento per la trasformazione delle ideologie.
Nel marzo 2009, una performance di Tania in un centro d'arte dell'Avana è stata oggetto di polemiche. Durante la performance Bruguera ha sollevato un microfono e ha detto alle persone presenti che potevano dire quello che volevano per un minuto. Diversi partecipanti approfittarono dell'occasione per chiedere libertà e democrazia. Uno di questi è stata la blogger Yoani Sánchez. Il governo cubano ha denunciato questa performance affermando che era trattato di un evento anticulturale, di vergognoso opportunismo che offende gli artisti cubani e gli stranieri che sono venuti a offrire il loro lavoro e la loro solidarietà.
Nel 2011, Bruguera ha iniziato a lavorare alla fondazione dell'Immigrant Movement International (Movimento Internazionale dei Migranti) un progetto di lunga durata destinato a durare nel tempo. Bruguera nel 2011 ha trascorso un anno in un piccolo appartamento a Corona, nel Queens, con cinque immigrati e i loro figli. Era interessata a provare in prima persona alcuni dei problemi che gli immigrati senza documenti di residenza incontrano, cercando di sopravvivere con salari bassi e senza assicurazione sanitaria. Il progetto, finanziato dal Queens Museum of Art e da un gruppo artistico Creative Time, prevedeva anche l'apertura di un atelier a New York dove Bruguera voleva tenere laboratori artistici per gli immigrati, ma si è resa conto che la maggior parte delle persone che venivano nell'atelier erano interessate a imparare l'inglese o a essere aiutate a trovare lavoro o assistenza legale.
Nel 2012 ha presentato Surplus Valueun lavoro partecipativo incluso nel progetto Immigrant Movement International. I visitatori di un museo erano lasciati in una lunga fila: mentre ad alcuni, scelti a caso, era concesso di entrare, altri erano sottoposti al test della verità con domande relative alla storia del loro viaggio. Lo spazio espositivo conteneva inoltre quattro riproduzioni di cartelli dei campi di lavoro nazisti.
Nel 2013 Tania Bruguera ha iniziato il progetto The Museum of Arte Útil, in collaborazione con il Queens Museum of Art di New York e il Van Abbemuseum di Eindhoven (NL). Arte Útil, traducibile approssimativamente come arte utile, suggerisce anche il concetto di arte come dispositivo o strumento per l'attivazione di modelli sostenibili mirati al cambiamento sociale, attraverso l'immaginazione, la creazione e l'implementazione di risultati socialmente positivi. The Museum of Arte Útil si è evoluto nell'Asociación de Arte Útil, una organizzazione internazionale che cerca di promuovere e implementare l'Arte Útil. Alistair Hudson, già direttore del Middlesbrough Institute of Modern Art (MIMA) e ora direttore di The Whitworth and Manchester Art Gallery, è co-direttore dell'associazione con Tania Bruguera.
Nel 2017, in un video chiamato #YoMePropongo en Cuba, Tania Bruguera si è candidata per le elezioni presidenziali del 2018 a Cuba. Con questo progetto l'artista ha sfidato le persone a immaginare che cosa avrebbero fatto per un futuro migliore di Cuba se fossero state eletti nella carica di Presidente. Bruguera ha ricevuto 70 risposte video da cubani comuni che esprimevano il loro desiderio di una riforma del governo corrotto, inclusa la possibilità di ottenere abitazioni a un prezzo calmierato e un miglioramento della loro debole economia.
Nel 2018 è stata la destinataria di una commissione per la Turbine Hall della Tate Modern. Per l'installazione Bruguera ha coperto una parte del pavimento con una vernice nera sensibile al calore: quando i visitatori si sedevano o si sdraiavano, sul pavimento appariva la parte di un grande ritratto di un rifugiato siriano. La curatrice, Catherine Wood, ha spiegato: è una chiamata all'azione perché non c'è modo di vedere questa foto se non unendosi, se non in malte persone. Bruguera ha partecipato a numerose mostre internazionali, incluso Documenta 11 (2002), la Biennale Latinoamericana di Lima (2002), la Biennale di Istanbul (2003), La Biennale di Shanghai (2004) e la Biennaledi Gwangju, Korea (2008).1] Le sue opere si trovano inoltre in collezioni permanenti di molte istituzioni in tutto il mondo, tra le altre il Museum of Modern Art e il Bronx Museum of the Arts di New York e il Museo Nacional de Bellas Artes de l'Avana.
Nel marzo 2019, nella cornice di  Atlas of Transitions Biennale, su bologna.emiliaromagnateatro.com. a Bologna Referendum, una performance della durata di 10 giorni che vede l'attivazione di una campagna referendaria urbana nella quale gli abitanti sono invitati a esprimere il proprio voto su una questione riguardante la migrazione, e School of Integration, una scuola temporanea in cui a condurre le 10 lezioni sono i membri di altrettante comunità straniere residenti a Bologna che insegnano elementi della propria cultura che sono orgogliosi di condividere.

### Attivismo
Bruguera è stata arrestata e rilasciata tre volte nel periodo compreso tra dicembre 2014 e gennaio 2015 per aver organizzato uno spettacolo pubblico nella Plaza de la Revolución a L'Avana. È stata arrestata insieme a diversi altri artisti, attivisti, blogger e giornalisti cubani che hanno partecipato alla campagna 'Yo Tambien Exijo'. La campagna è nata dopo le dichiarazioni di Raúl Castro e Barack Obama del 17 dicembre 2014 sul ripristino dei legami diplomatici, cosa che avrebbe posto potenzialmente fine a cinque decenni di ostilità. I primi arresti sono stati effettuati martedì 30 dicembre, dopo che Bruguera aveva annunciato una performance pubblica con l'intenzione di lasciare un microfono aperto a disposizione dei cubani per permettere loro di esprimere liberamente i loro pensieri. Lo spettacolo, intitolato Tatlin's wisper #6- Havana Version, era già stato messo in scena nel 2009 durante la decima Biennale dell'Avana.
L'evento ha avuto un'ampia copertura mediatica, sia a favore che contro la sua azione e una lettera pubblica a sostegno di Tania indirizzata a Raúl Castro fu scritta e firmata da oltre mille persone in tutto il mondo. La lettera affermava: Crediamo fermamente che la sua detenzione e il ritiro del suo passaporto cubano siano risposte inadeguate a un'opera artistica che ha semplicemente cercato di aprire uno spazio di discussione pubblica. Alla fine è stata rilasciata e il governo cubano ha restituito il passaporto a Tania Bruguera il 10 luglio 2015, sei mesi dopo la confisca.
Nel dicembre 2015, Bruguera ha annunciato che probabilmente sarebbe tornata a Cuba. Ha dichiarato che durante la sua detenzione ha accettato di essere rilasciata solo a due condizioni: che i dissidenti arrestati dopo aver assistito alla sua performance interrotta in Piazza della Rivoluzione fossero rilasciati e che il governo cubano le avesse consegnato una lettera firmata e timbrata che le avrebbe garantito la possibilità di tornare a Cuba.
Il 3 marzo 2016 ha annunciato una campagna Kickstarter per raccogliere fondi per INSTAR (Institute of Artivism Hannah Arendt). L'Istituto lavora alla creazione di legami di fiducia, di risposte pacifiche e ponderate in tempi di difficoltà, alla determinazione di un luogo dove le persone con diverse opinioni politiche possano unirsi per costruire uno stato migliore. Nell'ottobre 2017, ha annunciato che si sarebbe candidata come Presidente di Cuba, quando l'attuale presidente Raul Castro (fratello di Fidel Castro) si fosse dimesso. Bruguera ha dichiarato che la sua performance satirica era un modo di metter in valore il fatto che Cuba è uno stato con un solo partito politico non eletto dal popolo, spronando un cambiamento e tentando di rimuovendo la cultura della paura che vige nel paese.
Nel dicembre 2018, Bruguera è stata arrestata prima di una manifestazione pianificata contro la promulgazione di una legge cubana che imporrebbe agli artisti di fare domanda per richiedere licenze governative per agire nello spazio pubblico.

## Riconoscimenti
- 2018: Inga Maren Otto Fellowship. The Watermill Center. Long Island, New York, United States.[48]
- 2013: Meadows Prize. Meadows School of Art and The Meadows Foundation. Texas, United States.
- 2012: Honorary Committee. 40 Years of Latino Arts & Culture. El Museo del Barrio. New York, United States.
- 2012: Derek Williams Trust Purchase Award. Amgueddfa Cymru — National Museum Wales, Contemporary Art Collection. Wales, United Kingdom.
- 2012: Artes Mundi Finalist. National Museum of Art. Wales, United Kingdom.
- 2011: Mid-Career Artist CIFO Grant. Cisneros Fontanals Art Foundation. Florida, United States.
- 2011: Best Show in a University Gallery in 2010: Tania Bruguera: On the Political Imaginary. AICA Awards. New York, United States.
- 2011: The Bronx Museum of the Art's recognition. The Bronx Museum of the Arts. New York, United States.
- 2010: Biennial Competition Award. The Louis Comfort Tiffany Foundation. New York, United States.
- 2009: Ordway Prize Finalist. Creative Link for the Arts / The New Museum. New York, United States. 1st Neuberger Prize. Neuberger Museum. New York, United States.
- 2008: Prince Claus Award. Prince Claus Fund. Rotterdam, The Netherlands.
- 2007: European Commission for Descentralized Cooperation. European Union.
- 2005: Fundación Amistad Travel Grant Support. Fundación Amistad. New York, United States.
- 2002–2004: Cuban Arts Fund Grant. Cuban Arts Fund. New York, United States.
- 2001: MFA Graduate Fellowship, The School of the Art Institute of Chicago. Illinois, United States.
- 2001: Odyssey Travel Grant. The School of the Art Institute of Chicago. Chicago. Illinois, Chicago.
- 2000: Prince Claus Grant. Prince Claus Fund. Rotterdam, The Netherlands.
- 1999: Merit Scholarship. The School of The Art Institute of Chicago. Illinois, United States.
- 1998: Fellowship. The John Simon Guggenheim Memorial Foundation. New York, United States.